# فيسلين بينيف
فيسلين بينيف (بالبلغارية: Веселин Пенев)‏ هو لاعب كرة قدم بلغاري في مركز الدفاع، ولد في 11 أغسطس 1982 في يامبل في بلغاريا. لعب مع نادي بيروي ستارا زاغورا ونادي سبارتاك فارنا.